# Cadia pubescens
Espèce
Statut de conservation UICN

 EN B1ab(iii)+2ab(iii) : En danger
Cadia pubescens est une espèce de plantes à fleurs de la famille des Fabacées endémique de Madagascar.

## Répartition et habitat
Cette espèce est présente dans les provinces d'Antananarivo et Fianarantsoa entre 1 000 et 1 999 m d'altitude. Ce buisson pousse sur les hauts plateaux au climat humide.